# Хенри Вилсон
Хенри Вилсон (енгл. Henry Wilson; Фармнигтон, 16. фебруар 1812 — Вашингтон, 22. новембар 1875) је био 18. потпредседник Сједињених Држава у периоду од 1873. до 1875, а пре тога и сенатор из Масачусетса (1855–1873). Пре и током Грађанског рата је био водећи републиканац и жестоки противник робовласништва. Посветио је своју енергију уништавању „Робовске снаге“ − фракције робовласника и њихових политичких савезника које су борци против робовласништва видели као доминантне у држави.
Сматран је „радикалним републиканцем“. Након Грађанског рата је подржавао радикални програм за Реконструкцију. 1872. године су председнички кандидат републиканаца Јулисиз С. Грант и он као кандидат за потпредседника победили на изборима, и на дужности потпредседника Хенри Вилсон је био од 4. марта 1873, до своје смрти, 22. новембра 1875.